# Трондра
Трондра (англ. Trondra) - острів, що належить до Скалловейських островів, підгрупи Шетландських островів в Шотландії.

## Геологія
Трондра складається із старого червоного пісковика. Пагорби покриті травою і вересом, мало дерев, як і на решті Шетландських островів.

## Природа
На Трондрі мають прихисток ряд морських птахів, включаючи багато чайок та алькових.
По всьому острову э багато полів, де мешкають вівці і деякі з шетландських поні. Існує безліч інших представників дикої природи на острові та навколо нього: їжаки, горобці, шпаки, тюлені і морські свині.

## Активний відпочинок
Трондра має 2 гребельні команди, чоловіча і жіноча, які конкурують в літніх гребельних регатах по всьому Шетланду, та щорічний "Round Trondra Race".
Трондра зазвичай має чоловічу і жіночу команду у Scalloway Fire Festival, який відбувається на початку січня кожного року.